# Divadelní muzeum Salvadora Dalího
Divadelní muzeum Salvadora Dalího (španělsky Teatro-Museo Dalí, katalánsky Teatre-Museu Dalí) je bývalé divadlo v katalánském Figueres, rodném městě Salvadora Dalího, které slouží jako muzeum  tohoto umělce a Dalí je zde i pohřben. V divadle mladý Dalí poprvé vystavil své práce. Budova byla těžce poškozena během španělské občanské války, dvacet let ležela v troskách, až roku 1960 se Dalí a starosta města rozhodli, že ji obnoví jako muzeum. To otevřelo roku 1974 a v 80. letech 20. století pak bylo dále rozšířeno. Sbírka obsahuje průřez Dalího tvorbou ze všech jeho tvůrčích období.  